# 단 쿠조
단 쿠조는 바쿠간 배틀 플래닛의 가상의 인물이자 주인공이다. 고글을 빼고 붉은색 앞머리가 특징이다.